# Luxemburgse parlementsverkiezingen 1922
De Luxemburgse parlementsverkiezingen van 1922 waren Élections partielles (gedeeltelijke verkiezingen) met als doel een deel van de Kamer van Afgevaardigden (Luxemburgs parlement) te vernieuwen. De parlementsverkiezingen werden op 28 mei 1922 gehouden.

## Uitslag
| Partij | Partij                                                                | % | Zetels |
| ------ | --------------------------------------------------------------------- | - | ------ |
|        | Rechtse Partij (Parti de la Droite)                                   | - | 12     |
|        | Liberale Liga (Ligue Libéral)                                         | - | 6      |
|        | Nationale Onafhankelijke Partij (Parti National Indépendant)          | - | 4      |
|        | Sociaaldemocratische Partij (Parti Social Démocrate)                  | - | 3      |
|        | Communistische Partij van Luxemburg (Parti Communiste Luxembourgeois) | - | 0      |
|        | Overigen                                                              | - | 0      |
| Totaal | Totaal                                                                | - | 25     |

## Nieuwe zetelverdeling
| Partij | Partij                                                                | %    | Zetels |
| ------ | --------------------------------------------------------------------- | ---- | ------ |
|        | Rechtse Partij (Parti de la Droite)                                   | 50,4 | 26     |
|        | Liberale Liga (Ligue Libéral)                                         | 23,0 | 9      |
|        | Nationale Onafhankelijke Partij (Parti National Indépendant)          | 14,9 | 4      |
|        | Sociaaldemocratische Partij (Parti Social Démocrate)                  | 10,7 | 6      |
|        | Communistische Partij van Luxemburg (Parti Communiste Luxembourgeois) | 1,0  | 0      |
|        | Overigen                                                              | -    | 0      |
| Totaal | Totaal                                                                | -    | 48     |